# 救護施設 新生園
救護施設 新生園（きゅうごしせつ しんせいえん）は、島根県松江市にある救護施設。主にアルコール依存症患者の受け入れを行っている。
正式名称は社会福祉法人共和会・救護施設新生園で、1980年4月に定員60名で入居受け入れを開始した。

## 沿革
1968年10月に島根県断酒新生会が創立され、酒害者への救済活動を医療、行政との協力、連携のもとに展開してきたが、断酒会活動を通じて、配偶者に去られた、あるいは家族から見放されて単身生活を余儀なくされている酒害者（アルコール依存症者）が、断酒会員となっていてもなかなか立ち直れない場合が多いことが問題点として認識されるようになった。
このため、断酒立ち直りに協力・援助役となる家族に代わるものとして断酒会員とその家族が親身になって援助できる施設を、断酒会自身で設立せねばならないと考えるに至った。
1978年に社会福祉法人共和会の認可を受け、1980年3月、厚生省および島根県の建設助成を得て救護施設「新生園」が完工落成し、同年4月入居受け入れを開始した。
法規上は救護施設ではあるが設立の目的と趣旨から、実態はどこまでも単身者アルコール依存症の社会復帰促進のための断酒訓練施設であり、開設当初は主要職員が断酒会員自身であることが特色であり、全国にもその類を見ないものとして開設されたものである。

## 所在地
島根県松江市八束町波入43-2